# Obertauern

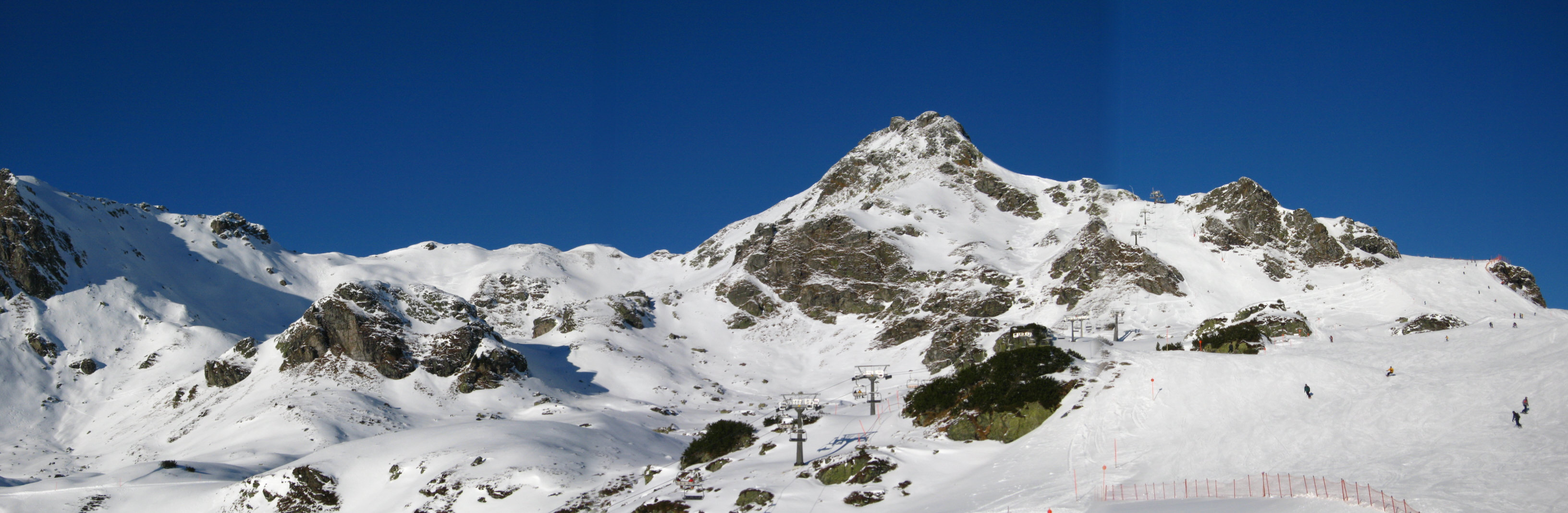
Obertauern

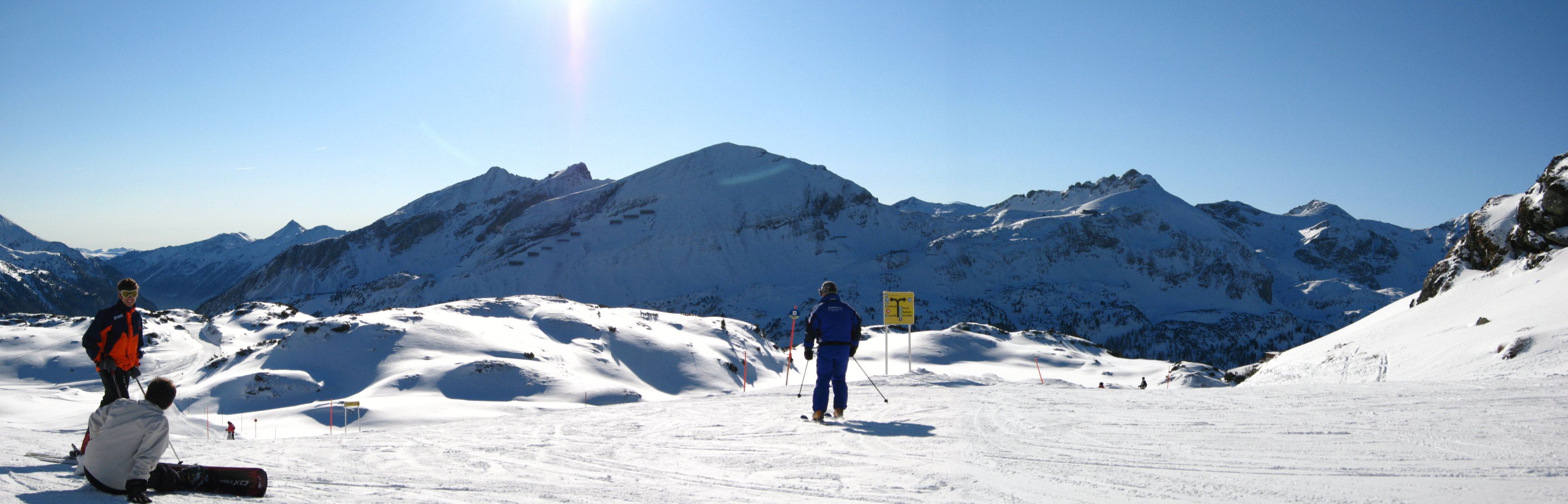
Piste de schi în Obertauern

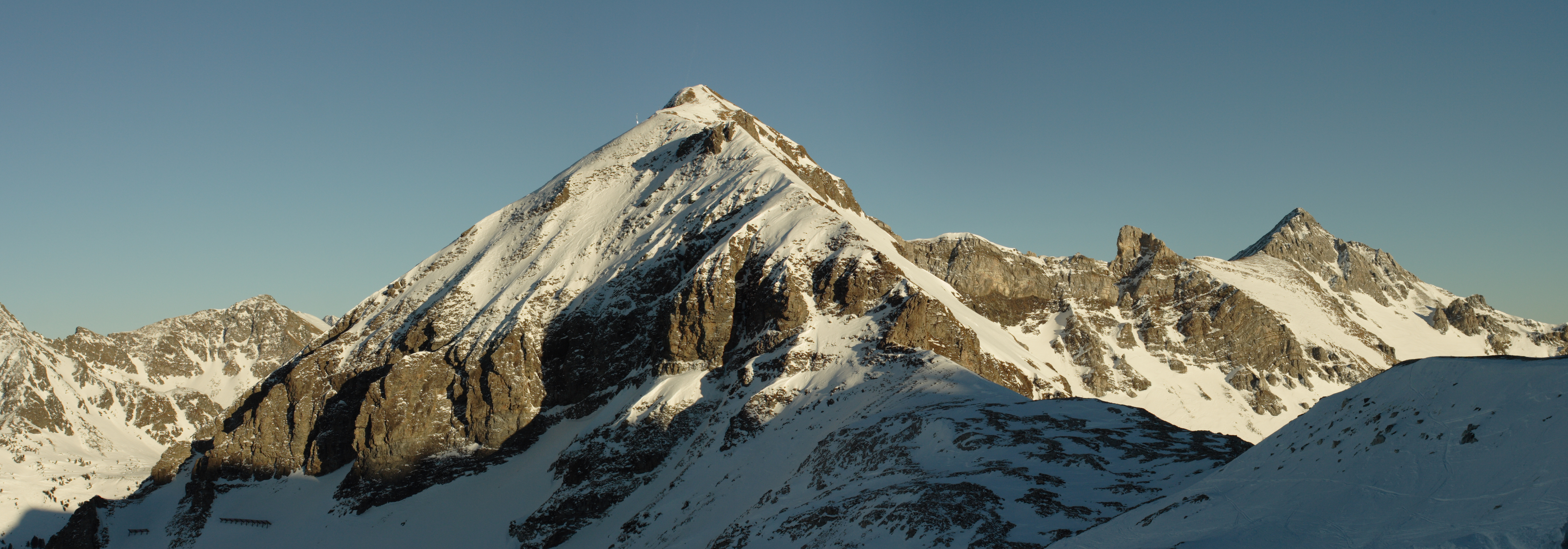
Piscul Gamsleitenspitze, Obertauern

Obertauern este o zonă turistică din munții Radstädter Tauern din landul Salzburg, Austria, unde se practică sporturile de iarnă.